# میچل هیور
میچل هیور (انگلیسی: Mitch Hewer؛ زادهٔ ۱ ژوئیهٔ ۱۹۸۹) هنرپیشه اهل انگلستان است.
از فیلم‌ها یا برنامه‌های تلویزیونی که وی در آن نقش داشته‌است می‌توان به اسکینز و رفتار بد اشاره کرد.